# Kangu
Kangu ou Nsioni est une localité située dans le Mayombe, au nord-ouest de la province du Kongo central en République démocratique du Congo.

## Géographie
La localité est située sur la route nationale 12 à 160 km au nord-est du chef-lieu de province Matadi.

## Histoire
Kangu était le premier endroit où, à l'époque coloniale, les missionnaires catholiques (de la Congrégation du Cœur Immaculé de Marie) se sont installés en 1899. La mission fut fondée par Mgr Natalis De Cleene.

## Administration
Localité de 7 637 électeurs recensés en 2018, elle a le statut de commune rurale de moins de 80 000 électeurs sous le nom de Nsioni, elle compte 7 conseillers municipaux en 2019.

## Économie
Kangu est un centre commercial d'une importance régionale.

## Personnalités liées à la localité
- David Shongo, musicien congolais.